# 2014-es Giro d’Italia
A 2014-es Giro d’Italia volt a  97. a verseny történetében. Belfastban rajtolt a mezőny május 9-én a csapat időfutammal. Szokásos dolog, hogy a verseny  Olaszország határain kívül kezdődik, ennek megfelelően 2014-ben Észak-Írországot valamint Írországot érintették. A 21 versenynapot 3 pihenőnap szakította meg. A győztes a kolumbiai Nairo Quintana lett. Június 1-én, Triesztben ő vehette át a győztesnek járó rózsaszín trikót.

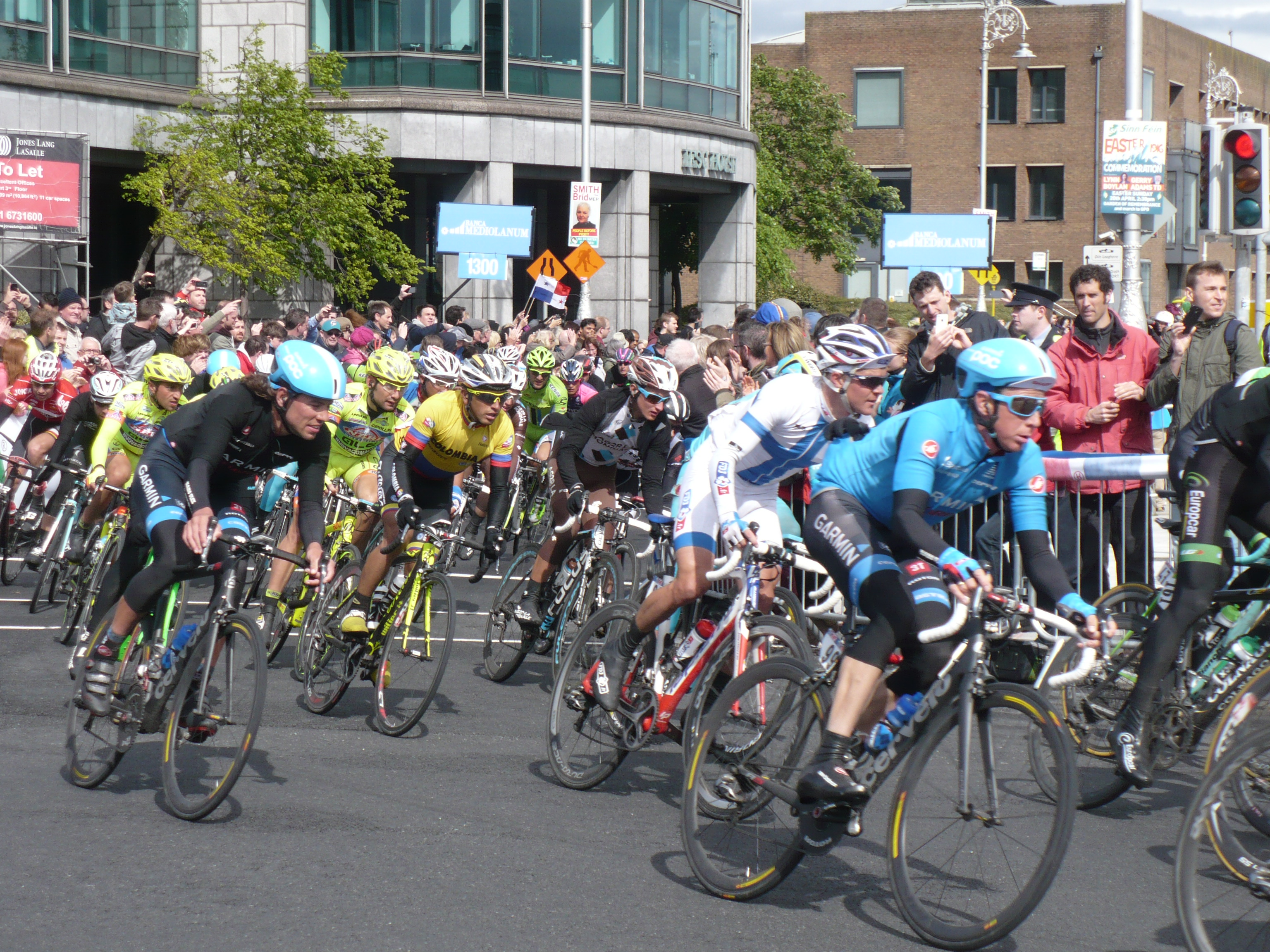

## Szakaszok
Nairo Quintana a 16. (hegyi) szakaszon vette át a vezetést honfitársától,  Rigoberto Urántól, és innentől kezdve végig megőrizte azt. Meg kell említeni még Marcel Kittel nevét, aki az első két sprintbefutót megnyerte, utána viszont belázasodott, és fel kellett adnia a versenyt. Így megnyílt a lehetőség Nacer Bouhanni előtt a pontversenyben, aki ki is használta ezt.
| 1  | Máj. 9.  | Belfast – Belfast                                      | Orica-GreenEDGE        |           |           |           |
| 2  | Máj. 10. | Belfast – Belfast                                      | Marcel Kittel (GER)    |           |           |           |
| 3  | Máj. 11. | Armagh – Dublin                                        | Marcel Kittel (GER)    |           |           |           |
|    | Máj. 12. | Pihenőnap                                              | Pihenőnap              | Pihenőnap | Pihenőnap | Pihenőnap |
| 4  | Máj. 13. | Giovinazzo – Bari                                      | Nacer Bouhanni (FRA)   |           |           |           |
| 5  | Máj. 14. | Taranto – Viggiano                                     | Diego Ulissi (ITA)     |           |           |           |
| 6  | Máj. 15. | Sassano – Montecassino                                 | Michael Matthews (AUS) |           |           |           |
| 7  | Máj. 16. | Frosinone – Foligno                                    | Nacer Bouhanni (FRA)   |           |           |           |
| 8  | Máj. 17. | Foligno – Montecopiolo                                 | Diego Ulissi (ITA)     |           |           |           |
| 9  | Máj. 18. | Lugo – Sestola                                         | Pieter Weening (NED)   |           |           |           |
|    | Máj. 19. | Pihenőnap                                              | Pihenőnap              | Pihenőnap | Pihenőnap | Pihenőnap |
| 10 | Máj. 20. | Modena – Salsomaggiore Terme                           | Nacer Bouhanni (FRA)   |           |           |           |
| 11 | Máj. 21. | Collecchio – Savona                                    | Michael Rogers (AUS)   |           |           |           |
| 12 | Máj. 22. | Barbaresco – Barolo                                    | Rigoberto Urán (COL)   |           |           |           |
| 13 | Máj. 23. | Fossano – Rivarolo Canavese                            | Marco Canola (ITA)     |           |           |           |
| 14 | Máj. 24. | Agliè – Oropa                                          | Enrico Battaglin (ITA) |           |           |           |
| 15 | Máj. 25. | Valdengo – Montecampione                               | Fabio Aru (ITA)        |           |           |           |
|    | Máj. 26. | Pihenőnap                                              | Pihenőnap              | Pihenőnap | Pihenőnap | Pihenőnap |
| 16 | Máj. 27. | Ponte di Legno – Val Martello (Martelltal)             | Nairo Quintana (COL)   |           |           |           |
| 17 | Máj. 28. | Sarnonico – Vittorio Veneto                            | Stefano Pirazzi (ITA)  |           |           |           |
| 18 | Máj. 29. | Belluno – Rifugio Panarotta (Valsugana)                | Julián Arredondo (COL) |           |           |           |
| 19 | Máj. 30. | Bassano del Grappa – Cima Grappa (Crespano del Grappa) | Nairo Quintana (COL)   |           |           |           |
| 20 | Máj. 31. | Maniago – Monte Zoncolan                               | Michael Rogers (AUS)   |           |           |           |
| 21 | Jún. 1.  | Gemona del Friuli – Trieste                            | Luka Mezgec (SLO)      |           |           |           |

## Végeredmény

### Összetett
|    | Versenyző                | Idő         |
| -- | ------------------------ | ----------- |
| 1  | Nairo Quintana (COL)     | 88h 14' 32" |
| 2  | Rigoberto Urán (COL)     | + 2' 58"    |
| 3  | Fabio Aru (ITA)          | + 4' 04"    |
| 4  | Pierre Rolland (FRA)     | + 5' 46"    |
| 5  | Domenico Pozzovivo (ITA) | + 6' 32"    |
| 6  | Rafał Majka (POL)        | + 7' 04"    |
| 7  | Wilco Kelderman (NED)    | + 11' 00"   |
| 8  | Cadel Evans (AUS)        | + 11' 51"   |
| 9  | Ryder Hesjedal (CAN)     | + 13' 35"   |
| 10 | Robert Kišerlovski (CRO) | + 15' 49"   |

### Pontverseny
|    | Versenyző              | Pontszám |
| -- | ---------------------- | -------- |
| 1  | Nacer Bouhanni (FRA)   | 291      |
| 2  | Giacomo Nizzolo (ITA)  | 265      |
| 3  | Roberto Ferrari (ITA)  | 186      |
| 4  | Elia Viviani (ITA)     | 174      |
| 5  | Ben Swift (GBR)        | 135      |
| 6  | Luka Mezgec (SVN)      | 128      |
| 7  | Enrico Battaglin (ITA) | 108      |
| 8  | Tyler Farrar (USA)     | 103      |
| 9  | Cadel Evans (AUS)      | 96       |
| 10 | Tim Wellens (BEL)      | 94       |

### Hegyi pontverseny
|    | Versenyző               | Pontszám |
| -- | ----------------------- | -------- |
| 1  | Julián Arredondo (COL)  | 173      |
| 2  | Dario Cataldo (ITA)     | 132      |
| 3  | Nairo Quintana (COL)    | 88       |
| 4  | Tim Wellens (BEL)       | 79       |
| 5  | Robinson Chalapud (COL) | 73       |
| 6  | Jonathan Monsalve (VEN) | 68       |
| 7  | Fabio Aru (ITA)         | 57       |
| 8  | Pierre Rolland (FRA)    | 46       |
| 9  | Jarlinson Pantano (COL) | 43       |
| 10 | Franco Pellizotti (ITA) | 42       |

### Fiatalok versenye
|    | Versenyző             | Idő          |
| -- | --------------------- | ------------ |
| 1  | Nairo Quintana (COL)  | 88h 14' 32"  |
| 2  | Fabio Aru (ITA)       | + 4' 04"     |
| 3  | Rafał Majka (POL)     | + 7' 04"     |
| 4  | Wilco Kelderman (NED) | + 11' 00"    |
| 5  | Sebastián Henao (COL) | + 56' 24"    |
| 6  | Georg Preidler (AUT)  | + 1h 05' 03" |
| 7  | Mikel Landa (ESP)     | + 1h 23' 06" |
| 8  | Marc Goos (NED)       | + 1h 30' 43" |
| 9  | Jan Polanc (SLO)      | + 1h 45' 31" |
| 10 | Paweł Poljański (POL) | + 2h 04' 29" |